# دیک آلمن
دیک آلمن (انگلیسی: Dick Allman؛ ۱۸۸۳ – ۱۹۴۳ (۵۹−۶۰ سال)) یک بازیکن فوتبال بود.